# Ballarat

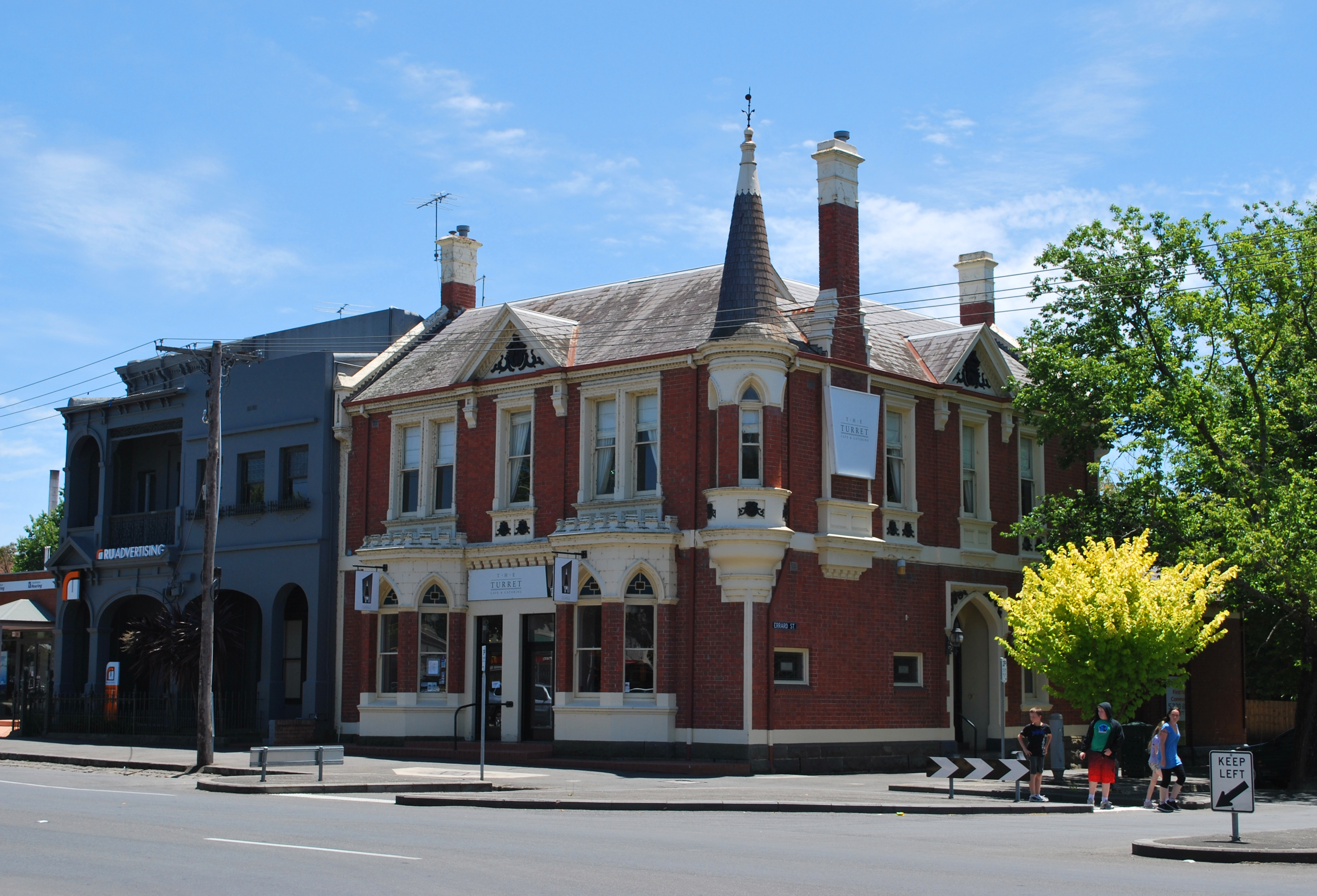

Ballarat là một thành phố trong bang Victoria, Úc. Thành phố có dân số 105.471 người (năm 2018). Thành phố có cự ly cách thủ phủ bang Melbourne km.

## Lịch sử thành phố Ballarat
Ballarat là thành phố lớn nhất của bang Victoria- Úc. Vào những năm 1838, một người di cư tên là William Yuille đã dừng chân bên bờ biển Black Swamp, nay được biết đến là hồ Wendouree, "Balla" "Arat" bắt nguồn từ ý nghĩa nghỉ ngơi hoặc nơi cắm trại.
Năm 1851, vàng được phát hiện tại Poverty Poinnt bởi John Dunlop và James Regan khi họ tìm thấy vài ounce trong khi đang đãi vàng ở nhánh sông Canadian. Đến năm sau, đã có khoảng 20.000 người tới tìm kiếm vàng trong những đường hầm của Goldfields Ballarat. Do sự bùng nổ dân số, Ballarat đã được công bố trở thành thị trấn năm 1852. Đến năm 1855, Ballarat được công nhận là một chính quyền tự trị, 1 thị xã vào năm 1863 và là thành phố vào năm 1870.
Vào đầu những năm 1850, Chính phủ ở Melbourne đã ban hành giấy phép khai thác vàng để cấp phép cho các thợ mỏ tìm kiếm vàng trên một mảnh đất quy định. Khoản phí giấy phép này phải được nộp bất kể người đó có tìm được vàng hay không. Nếu tìm thấy mà không có giấy phép thì người đào đã buộc phải trả tiền phạt tương đương 10 bảng hoặc lưu vào sổ phạt đến khi tiền phạt đã được trả. Những người đào vàng gặp nhiều khó khăn bởi sự tham nhũng, lũng đoạn của cảnh sát Goldfields khi họ kiểm tra giấy phép hành nghề của họ. Do tình trạng thiếu nhân lực, nhiều cảnh sát xuất thân là cựu tù nhân và chính bởi vì thiếu nền tảng về trách nhiệm nghề nghiệp nên đã hành động một cách tàn nhẫn. Bên cạnh đó những người đào vàng cũng không có tiếng nói trong Quốc hội.
Đến năm 1854, cảnh sát đã ra lệnh kiểm tra giấy phép hai lần một tuần do sự thiếu hợp tác từ các thợ mỏ. Điều này gây ra sự bất bình xung quanh các mỏ vàng. Vào ngày 07 Tháng 10 năm 1854, James Scobie đã bị ám sát tại khách sạn Eureka của Bentley. Ngày 12 tháng 10, sau khi một cuộc bạo động của thợ mỏ, khách sạn của Bentley đã bị đốt cháy thành tro để phản đối việc xoá án giết James Scobie của Bentley. Ba thợ mỏ đã bị bắt và đưa vào tù. Một phiên tòa tái thẩm theo sau đó được mở ra và Bentley và hai người khác bị kết tội ngộ sát James Scobie.
Ngày 11 tháng 11, Liên đoàn cải cách Ballarat được thành lập với quan điểm bãi bỏ giấy phép khai thác vàng giải phóng những người thợ mỏ nhưng chính quyền không những không đáp ứng yêu cầu đó mà còn dựng hàng rào quanh Eureka Lead. Những mâu thuẫn giữa chính quyền và những người thợ đào vàng càng căng thẳng hơn khi bất ngờ vào sáng 03 tháng 12 năm 1854 quân đội chính phủ tấn công vào khu hàng rào và những người thợ này, dưới sự lãnh đạo của Peter Lalor đã tức giận đốt giấy phép của họ. Cuộc chiến kéo dài khoảng 15 phút và trong cuộc giao tranh đó đã có ba mươi thợ mỏ và sáu lính Chính phủ đã thiệt mạng. Một trăm mười bốn thợ mỏ đã bị bắt làm tù binh.
Trong vòng sáu tháng, pháp luật đã được thông qua để hình thành một thỏa thuận công bằng hơn cho những người thợ mỏ. Thuế vàng hàng tháng đã được bãi bỏ và thợ mỏ đã được trao quyền bầu cử, ban đầu một thợ mỏ phải giá £2 một năm sau đó giảm đến £1. Tất cả các thợ mỏ bị bắt sau khi cuộc nổi loạn và những người bị kết án vì việc đốt các khách sạn Eureka của Bentley đã được phóng thích. Peter Lalor, người đã lẩn trốn kể từ khi cuộc nổi dậy đã trở lại cuộc sống bình thường. Ông trở thành thành viên đầu tiên đại diện cho Tây Ballarat trong quốc hội lập pháp và sau này trở thành Chủ tịch Hạ viện.
Trong năm 1858, mỏ vàng tự nhiên lớn thứ hai từng được tìm thấy ở Úc, mỏ Welcome Nugget được thành lập tại Bakery Hill, Ballarat. Đến 1860, triển vọng của việc tìm kiếm vàng ở Đông Ballarat đã giảm bớt. Bởi thời gian này, số lượng mỏ phù sa trong khu vực đó đã giảm rõ rệt và các công ty được thành lập để bắt đầu khai thác sâu hơn ở phía Tây và Nam của Ballarat. Để thiết lập các hầm mỏ, thiết bị nặng là rất cần thiết, những lò đúc như Foundry Phoenix đã được chế tạo để đáp ứng cho nhu cầu này. Đến nay, thị trấn đã xây dựng các ngành công nghiệp như nhà máy bột và công ty nông nghiệp liên quan.
Khi đường sắt được xây dựng vào năm 1862, nó đã tạo cơ hội cho các cửa hàng và trung tâm buôn bán phát triển, ngành nghề như thợ rèn đã được thành lập từ nhiều năm trước để mở rộng cả về phía Melbourne và Wimmera. Khi mỏ cuối cùng đóng cửa vào năm 1918, Ballarat đã có đủ cơ sở công nghiệp và dịch vụ để hỗ trợ.
Ngày nay Ballarat là một thành phố công nghiệp lớn với các công ty nổi tiếng như: Bánh kẹo Mars, McCains Foods, Bendix Mintex, Timken và Selkirk Gạch… tất cả đều được thành lập ở Ballarat. Một số ngành công nghiệp chính của khu vực bao gồm: vàng, đất sét, khoai tây, len và thịt.
Chúng ta có thể đến Ballarat một cách dễ dàng bằng đường sắt, đường bộ và máy bay. Ở đây có các điểm du lịch với chất lượng dịch vụ tốt với các điểm tham quan như Ballarat Fine Art Gallery, Sovereign Hill, Montrose Cottage và trại giam Eureka… cho phép người tham quan có thể có trải nghiệm như trở lại trong những ngày vàng những năm 1850.